# 김의기
김의기 (金義基, 1959년 4월 20일 ~ 1980년 5월 30일)는 대한민국의 민주 운동가이다. 1980년 당시 서강대학교 무역학과 학생으로서, 광주민중항쟁 시 시민군활동을 하다 광주를 탈출한 후 서울로 올라와 신군부의 학살상을 국민들에게 알리기 위해5월 30일 종로5가 기독교방송국 6층에서 신군부의 5.17 비상계엄 전국확대 조치와 5.18 광주 민주화운동 유혈진압을 비판하는 유인물을 뿌린 뒤 스스로 뛰어내려 사망했다(향년 21세).

## 유인물
피를 부르는 미친 군화발 소리가 고요히 잠들려는 우리의 안방에까지 스며들어 우리의 가슴과 머리를 짓이겨 놓으려 하는 지금, 동포여 무엇을 하고 있는가? 보이지 않는 공포가 우리를 짓눌러 우리의 숨통을 막아버리고 우리의 눈과 귀를 막아 우리를 번득이는 총칼의 위협 아래 끌려 다니는 노예로 만들고 있는 지금, 동포여 무엇을 하고 있는가?
동포여, 우리는 지금 무엇을 하고 있는가? 무장한 살육으로 수많은 선량한 민주시민들의 뜨거운 피를 뜨거운 오월의 하늘아래 뿌리게 한 남도의 봉기가 유신잔당들의 악랄한 언론탄압으로 왜곡과 거짓과 악의에 찬 허위선전으로 분칠해지고 있는 것을 보는 동포여, 우리는 지금 무엇을 하고 있는가?
20년 동안 살벌한 총검아래 갖은 압제와 만행을 자행하던 유신정권은 그 수괴가 피를 뿌리며 쓰러졌으나, 그 잔당들에 의해 더욱 가혹한 탄압과 압제가 이루어지고 있다. 20년 동안 허위적 통계숫자의 사이비 경제 이론으로 민중의 생활을 도탄에 몰아넣는 결과를 우리는 지금 일부 돈 가진 자와 권력자를 제외한 온 민중이 받는 생존권의 위협이라는 것으로 똑똑히 보고 있다. 유신 잔당들은 이제 그 최후의 발악을 하고 있다.
우리는 지금 중대한 선택의 기로에 서있다. 공포와 불안에 떨면서 개처럼, 노예처럼 살 것인가, 아니면 높푸른 하늘을 우러르며 자유시민으로서 맑은 공기 마음껏 마시며 환희와 승리의 노래를 부르며 살 것인가? 또 다시 치욕의 역사를 지속할 것인가? 아니면 우리의 후손들에게 자랑스럽고 똑똑한 조상이 될 것인가? 동포여 일어나자!
마지막 한 사람까지 일어나자! 우리의 모든 싸움은 역사의 정 방향에 서있다. 우리는 이긴다. 반드시 이기고야 만다. 동포여, 일어나 유신잔당의 마지막 숨통에 결정적 철퇴를 가하자 일어나자! 일어나자! 일어나자 동포여! 내일 정오, 서울역 광장에 모여 오늘의 성전에 몸 바쳐 싸우자, 동포여!
— 동포에게 드리는 글, 1980년 5월 30일 김의기